# Incidente Jowa
O Incidente Jowa (承和の変, jowa no Hen) foi uma disputa pela sucessão do Trono do Crisântemo que ocorreu em 842, durante o início do período Heian . O sobrinho de  Fujiwara no Yoshifusa, o futuro Imperador Montoku, assumiu o papel de príncipe herdeiro, enquanto o Príncipe Tsunesada e uma série de rivais da Yoshifusa foram removidos do poder. Ele pôs fim a 30 anos de sucessões monótonas na Corte.

## Antecedentes
Em 823, o Imperador Saga abdicou ao trono, em favor de seu irmão mais novo, o Imperador Junna . Em 833, o trono passou novamente para o filho de Saga, o Imperador Nimmyo . Nesta ocasião, o Príncipe Tsunesada , que era filho de Junna com a Princesa Seishi, filha de Saga, foi aclamado príncipe herdeiro. Saga na pratica dirigia o governo por quase trinta anos, evitando disputas de sucessão.
Durante este tempo, Yoshifusa do ramo Hokke dos Fujiwara ganhou a confiança do Imperador Aposentado Saga e de seu consorte principal Tachibana no Kachiko e rapidamente galgou posições na corte até se tornar Chūnagon. A irmã mais nova de Yoshifusa,  Junshi (順子) tornou-se esposa do Imperador Nimmyo que lhe deu um filho, o Príncipe Michiyasu (futuro Imperador Montoku) . Yoshifusa queria colocar essa criança no trono. Tsunesada e seu pai Junna, desconfortáveis com o andamento da situação, apelou a Saga para intervir a favor de Tsunesada, mas isso não ocorreu.

## Conspiração e captura
Em 840, Junna morre. Dois anos mais tarde, no verão de 842, Saga ficou enfermo. Pressentindo o perigo, homens da confiança do Príncipe Tsunesada,  Tomo no Kowamine (伴健岑) e seu amigo Tachibana no Hayanari , o governador provisório da província de Tajima, esperavam um ataque contra o príncipe herdeiro, e planejavam levar Tsunesada para as províncias orientais. Eles consultaram com o Príncipe Abo , filho do Imperador Heizei, sobre o assunto. Abo não queria participar e, secretamente, relatou o plano para Tachibana no Kachiko, que era prima de Hayanari. Espantado com a gravidade da situação, Kachiko informou a situação a Yoshifusa. Naturalmente, Yoshifusa reportou o fato ao Imperador Nimmyo.
Poucas semanas depois de adoecer, Saga morreu. Dois dias depois, Nimmyo mandou prender Kowamine, Hayanari, e aqueles vistos como pertencentes à conspiração, colocando a capital sob estrita vigilância. Tsunesada enviou imediatamente uma carta de demissão ao Imperador alegando que ele era inocente, mas inicialmente esta foi recusada.  Porém depois de uma semana a situação política mudou significativamente, o  Capitão da Guarda Imperial (右兵衛権大尉, Uhyōe-ken taii) Fujiwara no Yoshimi , irmão mais novo de Yoshifusa, cercou o trono do príncipe herdeiro com a guarda imperial. O Dainagon Fujiwara no Chikanari , o Chūnagon Fujiwara no Yoshino , e o Sangi Funya no Akitsu , que estavam presentes na ocasião, foram capturados.
Nimmyo lançou um decreto imperial afirmando que Kowamine, Hayanari e seus companheiros tramaram uma conspiração, e que, embora Tsunesada fosse inocente de qualquer envolvimento, ele seria deserdado como príncipe herdeiro, a fim de assumir a responsabilidade. Chikanari foi exilado da capital, Yoshino foi enviado para o Dazaifu (governo regional de Kyushu) ; Akitsu enviado a província de Izumo . Kowamine foi exilado para a Província de Oki , e Hayanari exilado para a Província de Izu , mas morreu a caminho. Muitos outros funcionários que estavam servindo Tsunesada em funções relativas a de príncipe herdeiro, incluindo Harusumi no Yoshitada , também foram punidos.

## Consequências
Após o incidente, Fujiwara no Yoshifusa foi promovido a Dainagon , e seu sobrinho, o Príncipe Michiyasu aclamado príncipe herdeiro.
Este incidente é comumente estabelecido como o primeiro que os Fujiwara se utilizaram para esmagar seus rivais. Yoshifusa, além de atingir seu objetivo de estabelecer o Príncipe Michiyasu como príncipe herdeiro, desferiu um golpe contra os poderosos Clãs Tomo e Tachibana, além de destruir as posições de seus rivais no Clã: Chikanari e Yoshino. Mesmo assim, o legado mais importante do incidente foi acabar com a cadeia de herança do irmão, do irmão mais velho para mais novo, preservada por Saga e Junna com base nos desejos de morte do Imperador Kanmu. Em vez disso, criou-se uma linha direta de herança: de Saga para Nimmyo para Montoku.
Nos anos seguintes após o incidente Yoshifusa estendeu seu poder ainda mais. Foi o primeiro não-membro da Família Imperial a ocupar o cargo de Sesshō e simultaneamente, manteve o poderoso cargo de Daijō Daijin. Desta forma, ajudou a construir as bases para o futuro poder Fujiwara.